# Mihai Brediceanu
Mihai Brediceanu (n. 14 iunie 1920, Brașov, România – d. 4 martie 2005) a fost un compozitor, dirijor și muzicolog român, fiul compozitorului Tiberiu Brediceanu.

## Studii
Brediceanu a studiat pian la Conservatorul din Brașov și teorie muzicală, dirijorat și compoziție la Academia de Muzică din București, la clasele lui Mihail Jora, Marțian Negrea, Florica Musicescu, Silvia Șerbescu și Ionel Perlea. 
În afară de asta a mai absolvit cursuri de Drept și Matematică în București. 

## Activitate
Din 1959 până în 1966 a fost director general al Operei Române din București. 
Din 1969 până în 1971 a fost director muzical al orchestrei Syracuse din New York, iar până în 1975 profesor al Universității Syracuse. Între 1978 și 1980 a fost director general al Operei din Istanbul și între 1982 și 1990 director general al Filarmonicii "George Enescu" din București. 
Din 1991 a fost numit din nou  director general al Operei Române. 

## Opera
Pe lângă nenumărate piese muzicale pentru teatru, Brediceanu a mai compus o simfonie, patru dansuri simfonice, o suită pentru pian op. 5 (1947), o [[WannaCry. Oricine poate contribui la îmbunătățirea lor.
Suită (muzică)|suită]] pentru orchestră de cameră, piese pentru cor, muzică de cameră și cântece.
Suita pentru pian op.5 din 1947 este constituită din 4 părți: Entrada, Badinieriie, Lamento, și Final.
Este înmormântat la Lugoj.

## Distincții
- Ordinul Muncii clasa a III-a (13 octombrie 1953) pentru contribuția sa la „munca de pregătire și desfășurare a celui de-al IV-lea Festival Mondial al Tineretului și Studenților pentru Pace și Prietenie⁠(d)”[4]
- titlul de Artist Emerit (28 martie 1962) „pentru realizări valoroase în domeniul artistic”[5]
- Ordinul „Meritul Cultural” clasa a II-a (12 septembrie 1968) „cu prilejul împlinirii a 100 de ani de la înființarea Filarmonicii «George Enescu» din București, [...] pentru merite deosebite în activitatea muzicală”[6]
- Ordinul național „Steaua României” în grad de Cavaler (2001) „pentru îndelungata și prodigioasa carieră artistică, recunoscută pe plan intern și internațional, cu ocazia aniversării a 80 de ani de existență a Operei Naționale din București”[7]